# Jean du Barry
Jean Godefroy de Barry, signore de La Renaudie (... – Château Renaud, 1560), è stato un militare francese.

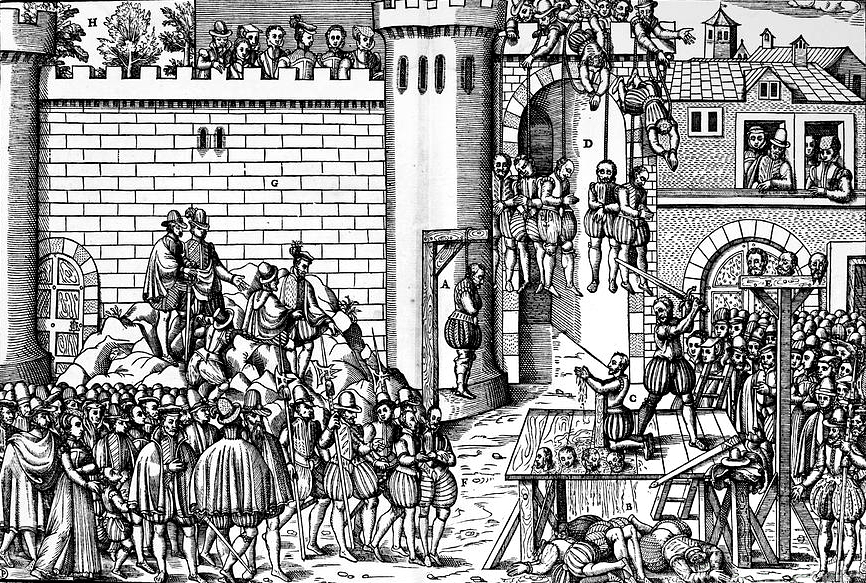
La congiura di Amboise

Ugonotto e calvinista, nel 1560 si mise a capo della congiura di Amboise, ma, tradito dai conniventi, fu assassinato.